# 宗賢寺 (台東区)
宗賢寺（そうけんじ）は、東京都台東区池之端にある日蓮宗の寺院。山号は妙光山。旧本山は甲斐身延山久遠寺、潮師法縁。台東区文化財の日蓮上人坐像を所蔵する。

## 歴史
元和5年（1619年）恵性院日受（寛永4年（1627年）没）を開山に毘沙門堂として創建した。寛永年間（1624年‐1644年）に、現在の寺号に改めた。

## 台東区文化財
- 木造日蓮上人坐像　元禄2年（1689年）日俒（宗賢寺5世）が制作したもので文化財には平成5年（1993年）に登録された。

## 交通アクセス
- 千代田線根津駅より徒歩約6分（経路案内）。

## 周辺寺院
- 妙顕寺
- 覚性寺
- 大正寺

## 参考資料
- 日蓮宗寺院大鑑編集委員会『宗祖第七百遠忌記念出版 日蓮宗寺院大鑑』大本山池上本門寺 (1981年)
- 御府内寺社備考